# Higher Ashton
Higher Ashton – wieś w Anglii, w hrabstwie Devon, w dystrykcie Teignbridge.